# Valea Merilor, Bacău
Valea Merilor este un sat în comuna Vultureni din județul Bacău, Moldova, România. La recensământul din 2002 avea o populație de 40 locuitori.